# Odontophrynus reigi
Odontophrynus reigi es una especie de anfibio anuro de la familia de los odontofrínidos y del género Odontophrynus, cuyos integrantes son denominados comúnmente escuercitos. Habita en sabanas subtropicales y tropicales en el centro-este de Sudamérica.

## Taxonomía
Descripción original
Esta especie fue descrita originalmente en el año 2021 por los herpetólogos Sergio Daniel Rosset, Renata Moleiro Fadel, Carla da Silva Guimarães, Priscila Santos Carvalho, Karoline Ceron, Mariana Pedrozo, Renata Serejo, Victória dos Santos Souza, Juan Diego Baldo y Sarah Mângia. Se reconoció sobre la base de evidencia morfológica, osteológica, bioacústica, citogenética y molecular.
Localidad tipo
La localidad tipo referida es: “Barrio Don Santiago, en las coordenadas: 27°27′54″S 55°51′40″O / -27.46500, -55.86111, a una altitud de 135 msnm, Garupá, departamento Capital, provincia de Misiones, Argentina”.
Holotipo
El ejemplar holotipo designado es el catalogado como: LGE 19810; se trata de un macho adulto el cual midió 44 mm de largo total. Fue capturado el 28 de agosto de 2004 por Juan Diego Baldo y Martín Oscar Pereyra. El espécimen fue cariotipado, registrado y secuenciado.
Etimología
Etimológicamente, el término genérico Odontophrynus se construye con la palabra en latín Odonto, que significa ‘dientes’ y la palabra en el idioma griego phrynus (phrynos, -ou), que es ‘sapo’. El epíteto específico reigi es un epónimo que refiere al apellido de la persona a quien fue dedicada, el zoólogo y paleontólogo argentino Osvaldo Alfredo Reig, en agradecimiento por sus notables contribuciones a las ciencias biológicas de América del Sur.

## Caracterización
Odontophrynus reigi se caracteriza por ser una especie de tamaño mediano para el género; exhibe un buen desarrollo de las verrugas glandulares rostrales y de las fosas nasales; muestra en el dorso varias crestas glandulares largas, orientadas longitudinalmente; su patrón cromático posee varias manchas dorsales marrón oscuro, casi redondeadas y de tamaño mediano; tiene una franja continua medio-dorsal de color claro, que puede presentarse bien definida o estar restringida a la cabeza y las regiones de los urostilos; la franja media dorso-cefálica, interorbitaria y dorsolateral, puede mostrar una coloración marrón claro o rojiza, con un moderado brillo claro. El cráneo tiene nasales ligeramente separadas entre sí y frontoparietales y fontanela frontoparietal no expuesta.

## Relaciones filogenéticas
Odontophrynus reigi pertenece al “grupo de especies Odontophrynus americanus”, con distancias genéticas respecto a sus congéneres que varían entre 2,11 y 4,82 %. Está aislada geográficamente de otras especies diploides, pero en algunas localidades es simpátrica con el tetraploide O. americanus.

## Distribución y hábitat
Esta especie se distribuye en el centro-este de Sudamérica. Habita en sabanas subtropicales y tropicales en la región oriental del Paraguay, en Brasil en los estados de: Mato Grosso del Sur, São Paulo, Paraná, Santa Catarina y Río Grande del Sur, y en el nordeste de la Argentina, en el sector norte de la región mesopotámica de ese país, en las provincias de Corrientes y Misiones.

## Costumbres
Cuando no se reproducen ni se alimentan, permanecen enterrados. Su reproducción es del tipo explosiva, ocurriendo principalmente entre el otoño y la primavera (de marzo a finales de noviembre). Los machos llaman a las hembras mediante vocalizaciones compuestas por una sola nota multipulsada, emitida desde los bordes de los estanques, haciéndolo sobre el suelo o semisumergidos dentro del agua. El amplexo se produce de noche, es axilar, con depositación de huevos en el fondo de los estanques temporales que se forman como resultado de fuertes lluvias.

## Conservación
Ateniéndose a los lineamientos para discernir el estatus de conservación de los taxones —los que fueron estipulados por la organización internacional dedicada a la conservación de los recursos naturales “Unión Internacional para la Conservación de la Naturaleza” (IUCN)—, para ser incluidos en la obra: Lista Roja de Especies Amenazadas, Odontophrynus reigi se corresponde con la categoría de especie bajo “preocupación menor”, puesto que los autores la encontraron abundante en las localidades donde se presenta, su distribución es muy amplia y tolera perturbaciones antropogénicas, habitando en cunetas de carreteras, jardines en zonas suburbanas, chacras agrícolas, etc., además de estar presente en numerosas áreas protegidas.